# Đường Đăng Kiệt
Đường Đăng Kiệt (tiếng Trung giản thể: 唐登杰; bính âm Hán ngữ: Táng Dēng Jié; sinh tháng 6 năm 1964, người Hán) là chính trị gia nước Cộng hòa Nhân dân Trung Hoa. Ông là Ủy viên Ủy ban Trung ương Đảng Cộng sản Trung Quốc khóa XX, Ủy viên dự khuyết khóa XIX, hiện là Bí thư Đảng tổ, Bộ trưởng Bộ Dân chính. Ông nguyên là Phó Bí thư Đảng tổ, Phó Chủ nhiệm thường trực Ủy ban Cải cách và Phát triển Quốc gia; Phó Bí thư Tỉnh ủy, Tỉnh trưởng Chính phủ Nhân dân tỉnh Phúc Kiến; Bí thư Đảng ủy, Chủ tịch kiêm Tổng Giám đốc Tập đoàn công nghiệp Nam Trung Quốc; Ủy viên Đảng tổ, Phó Bộ trưởng Bộ Công nghiệp và Công nghệ thông tin, Cục trưởng Cục Vũ trụ Quốc gia, kiêm Cục trưởng Cục Công nghiệp Khoa Kỹ Quốc phòng Quốc gia; Phó Thị trưởng Thượng Hải.
Đường Đăng Kiệt là Đảng viên Đảng Cộng sản Trung Quốc, học vị Kỹ sư Cơ giới, Thạc sĩ Quản lý công thương, học hàm Cao cấp công trình sư. Ông có sự nghiệp xuất phát từ vị trí kỹ thuật về cơ giới, sản xuất xe ô tô trong kinh doanh thương mại trước khi tham gia chính trường Trung Quốc.

## Xuất thân và giáo dục
Đường Đăng Kiệt sinh tháng 6 năm 1964 tại thành phố Thượng Hải, nguyên quán tại huyện Kiến Hồ, nay thuộc địa cấp thị Diêm Thành, tỉnh Giang Tô, Cộng hòa Nhân dân Trung Hoa. Ông lớn lên tại Thượng Hải và thi đỗ rồi nhập học Đại học Đồng Tế ở Bắc thành phố, học ngành cơ khí, chuyên ngành công trình cơ giới, nhận bằng Kỹ sơ Cơ giới vào tháng 7 năm 1986. Tháng 7 năm 1998, ông trở lại Đồng Tế, học cao học tại Học viện Kinh tế và Quản trị (同济大学经济与管理学院), nhận bằng Thạc sĩ Quản lý công thương vào tháng 4 năm 2001. Trong quá trình nghiên cứu và hoạt động khoa học về sau, ông nhận chức danh Cao cấp công trình sư, tương đương với Phó Giáo sư chuyên ngành Kinh tế.
Tháng 8 năm 1991, Đường Đăng Kiệt được kết nạp Đảng Cộng sản Trung Quốc, theo học khóa bồi dưỡng cán bộ trẻ và trung niên từ tháng 3 năm 2000 đến tháng 1 năm 2001 tại Trường Đảng Trung ương Đảng Cộng sản Trung Quốc; rồi sau đó, ông tham gia lớp nghiên cứu Chiến lược quốc phòng tại Đại học Quốc phòng Trung Quốc giai đoạn tháng 10–12 năm 2004. 

## Sự nghiệp

### Hoạt động thương trường
Tháng 7 năm 1986, sau khi tốt nghiệp Kỹ sư Cơ giới, Đường Đăng Kiệt bắt đầu sự nghiệp của mình khi được tuyển dụng làm Chuyên viên kỹ thuật sửa chữa tại Khoa Kỹ thuật Công nghiệp thuộc Bộ phận Kế hoạch và Phát triển của SAIC Volkswagen. Đây là một doanh nghiệp liên doanh sản xuất ô tô ở Thượng Hải giữa Volkswagen và SAIC Motor, được kiểm soát vốn bởi Ủy ban Giám sát và Quản lý Tài sản Nhà nước Trung Quốc ở Thượng Hải. Tháng 9 năm 1990, ông giữ chức vụ Trưởng Khoa Kỹ thuật công nghiệp rồi thăng chức làm Phó Bộ phận Kế hoạch và Phát triển vào tháng 5 năm 1994.
Tháng 6 năm 1995, sau khi thành lập liên doanh ZF Thượng Hải giữa ZF Friedrichshafen và hãng Hoa Vực, ông được bổ nhiệm làm Tổng Giám đốc ZF Thượng Hải, chuyên sản xuất các thiết bị kỹ thuật lái, thủy lực và vận hành của các ô tô, tham gia chuỗi cung ứng sản xuất Volkswagen cùng nhiều thương hiệu ô tô khác ở Thượng Hải. Ông giữ vị trí Phó Chủ tịch của Tập đoàn Công nghiệp ô tô Thượng Hải, nay là SAIC Motor. Tháng 11 năm 1997, ông được bổ nhiệm làm Phó Chủ tịch Tập đoàn SAIC Motor khi 33 tuổi, tham gia lãnh đạo một trong những doanh nghiệp nhà nước đi đầu ở Trung Quốc về sản xuất ô tô. Tháng 2 năm 2001, ông được điều sang Tập đoàn Điện lực Thượng Hải, nhậm chức Phó Bí thư Đảng ủy, Chủ tịch Tập đoàn. Tính đến thời điểm này, ông có sự nghiệp 15 năm trong thương trường, chủ yếu ở các doanh nghiệp được nhà nước kiểm soát.

### Tham gia chính trường

#### Thượng Hải
Tháng 10 năm 2001, Đường Đăng Kiệt bắt đầu tham gia chính trường Trung Quốc khi được điều về khối Đảng và Chính phủ, nhậm chức Phó Bí thư Đảng ủy Khối công tác công nghiệp, Chủ nhiệm Ủy ban Kinh tế Thượng Hải. Vào tháng 2 năm 2003, tại cuộc họp đầu tiên của Nhân Đại Thượng Hải khóa XI, ông được bầu làm Phó Thị trưởng Chính phủ Nhân dân thành phố Thượng Hải, ở tuổi 38, và là Phó Thị trưởng trẻ nhất ở Thượng Hải vào thời điểm đó. Ông là người cuối cùng trong số tám Phó Thị trưởng được bầu trong cùng thời kỳ, phụ trách công nghiệp, nông nghiệp, thương mại, du lịch, sản xuất điện và sản xuất an toàn. Trong thời gian làm Phó Thị trưởng, ông đã đi đầu trong việc đoàn kết chính phủ và doanh nghiệp để cùng phối hợp xây dựng một hệ thống dự trữ năng lượng, với khí đốt tự nhiên là mục tiêu chính, đồng thời thiết lập một khung dự trữ năng lượng bao gồm than và dầu. Cũng thời kỳ này, ông cùng Lục Hạo, Phó Thị trưởng Bắc Kinh khi 35 tuổi, trở thành hai ngôi sao chính trị trẻ nhất ở Trung Quốc.
Tháng 1 năm 2008, Nhân Đại Thượng Hải khóa XII tiếp tục bầu Đường Đăng Kiệt làm Phó Thị trưởng, phụ trách đối ngoại, ngoại thương, đầu tư nước ngoài, liên quan đến Hồng Kông, Macao và các vấn đề Đài Loan, dân tộc và tôn giáo trong và ngoài nước. Ông giữ cương vị này giai đoạn 2003–11, hỗ trợ cho Thị trưởng Hàn Chính lãnh đạo Thượng Hải tập trung phát triển kinh tế.

#### Chuyển giao các cơ quan

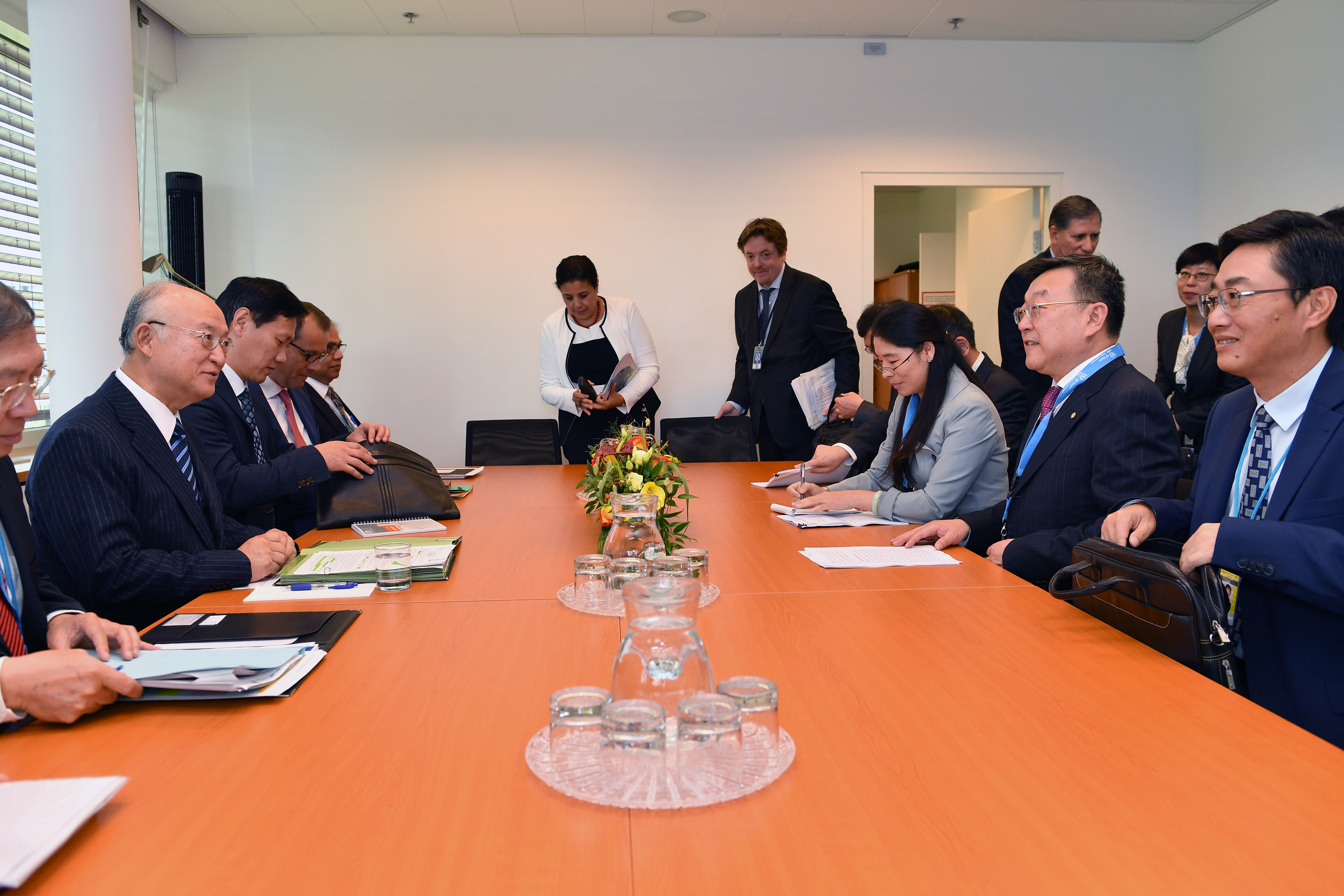
Cuộc gặp giữa Đường Đăng Kiệt và Tổng Giám đốc Cơ quan Năng lượng Nguyên tử Quốc tế Yukiya Amano năm 2017.

Tháng 4 năm 2011, Đường Đăng Kiệt được điều về trung ương, nhậm chức Phó Bí thư Đảng ủy, Chủ tịch kiêm Tổng Giám đốc Tập đoàn Công nghiệp Trang thiết bị vũ khí Trung Quốc (中国兵器装备集团公司, thường được gọi là Tập đoàn công nghiệp Nam Trung Quốc), chuyên sản xuất trang bị cho Quân Giải phóng Nhân dân Trung Quốc. Tháng 2 năm 2013, ông được thăng chức làm Chủ tịch, Bí thư Đảng ủy. Trong thời kỳ lãnh đạo của mình, Tập đoàn Nam Trung Quốc đã tiến hành thực hiện Chiến lược 211, đạt 440,4 tỷ nhân dân tệ và tổng lợi nhuận đạt 28,2 tỷ nhân dân tệ, đồng thời đạt được hạng A trong đánh giá hiệu suất các doanh nghiệp trung ương trong tám năm liên tiếp.
Tháng 5 năm 2017, Đường Đăng Kiệt được được Tổng lý Lý Khắc Cường bổ nhiệm làm Phó Bí thư Đảng tổ, Phó Bộ trưởng Bộ Công nghiệp và Công nghệ thông tin, đồng thời kiêm nhiệm làm Bí thư Đảng tổ, Cục trưởng Cục Vũ trụ Quốc gia Trung Quốc; Giám đốc Cơ quan Năng lượng nguyên tử Quốc gia; Bí thư Đảng ủy, Cục trưởng Cục Quản lý Nhà nước về Khoa học, Công nghệ và Công nghiệp Quốc phòng. Tháng 10 năm 2017, ông tham gia đại hội đại biểu toàn quốc, được bầu làm Ủy viên dự khuyết Ủy ban Trung ương Đảng Cộng sản Trung Quốc khóa XIX tại Đại hội Đảng Cộng sản Trung Quốc lần thứ XIX.

#### Phúc Kiến và chuyển giao
Tháng 12 năm 2017, Ban Bí thư Trung ương Đảng quyết định điều chuyển Đường Đăng Kiệt đến tỉnh Phúc Kiến, vào Ban Thường vụ, giữ chức Phó Bí thư Tỉnh ủy Phúc Kiến kiêm Bí thư Đảng tổ Chính phủ Nhân dân tỉnh Phúc Kiến. Ngày 2 tháng 1 năm 2018, ông được Ủy ban Thường vụ Nhân Đại Phúc Kiến bổ nhiệm làm Phó Tỉnh trưởng, Quyền Tỉnh trưởng Chính phủ Nhân dân tỉnh Phúc Kiến. Vào ngày 31 tháng 1, kỳ họp thứ nhất của Nhân Đại Phúc Kiến khóa XIII đã bầu ông làm Tỉnh trưởng Phúc Kiến chính thức. Ông lãnh đạo Chính phủ Phúc Kiến cho đến giữa năm 2020 cùng Bí thư Tỉnh ủy Vu Vĩ Quốc. Tháng 7 năm 2020, ông được điều chuyển trở về trung ương, giữ chức Phó Chủ nhiệm thường trực Ủy ban Cải cách và Phát triển Quốc gia Cộng hòa Nhân dân Trung Hoa, cấp chính bộ.

#### Bộ Dân chính
Ngày 28 tháng 2 năm 2022, Ban Bí thư điều chuyển Đường Đăng Kiệt nhậm chức Bí thư Đảng tố Bộ Dân chính, cùng ngày, theo đề nghị của Tổng lý Lý Khắc Cường, Ủy ban Thường vụ Nhân Đại Trung Quốc khóa XIII đã phê chuẩn bổ nhiệm ông làm Bộ trưởng Bộ Dân chính, trực tiếp tham gia lãnh đạo công tác hành chính và xã hội của Trung Quốc. Cuối năm 2022, ông tham gia Đại hội Đảng Cộng sản Trung Quốc lần thứ XX từ đoàn đại biểu khối cơ quan trung ương Đảng và Nhà nước. Trong quá trình bầu cử tại đại hội, ông được bầu là Ủy viên Ủy ban Trung ương Đảng Cộng sản Trung Quốc khóa XX.